# Luchthaven Ioeltin
Luchthaven Ioeltin (Russisch: Аэропорт Иультин) was een klein vliegveld op 5 kilometer ten noordoosten van de in de jaren 1990 gesloten mijnwerkersplaats Ioeltin in het noorden van de Russische autonome okroeg Tsjoekotka. Het vliegveld had een korte verharde landingsbaan en werd gebruikt voor leveringen van en naar Ioeltin, met name vanuit Egvekinot.